# Łopuszki wrych
Łopuszki wrych (bułg. Лопушки връх) – szczyt pasma górskiego Riła, w Bułgarii, o wysokości 2698 m n.p.m.